# Komendska Dobrava
Komendska Dobrava este o localitate din comuna Komenda, Slovenia, cu o populație de 56 de locuitori.